# Solana Nin
Solana Nin este o arie protejată (sit de importanță comunitară — SCI) din Croația întinsă pe o suprafață de 58,95 ha, integral pe uscat.

## Localizare
Centrul sitului Solana Nin este situat la coordonatele 44°14′23″N 15°11′29″E / 44.239762°N 15.1915°E.

## Înființare
Situl Solana Nin a fost declarat sit de importanță comunitară în iulie 2013 pentru a proteja 1 specie de animale.

## Biodiversitate
Situată în ecoregiunea mediteraneană, aria protejată conține 2 habitate naturale: Tufărișuri halofile mediteraneene și termo-atlantice (Sarcocornetea fruticosi), Salicornia și alte specii anuale care populează regiunile mlăștinoase și nisipoase.
La baza desemnării sitului se află o specie protejată de  pești: Aphanius fasciatus.
Pe lângă speciile protejate, pe teritoriul sitului au mai fost identificate 1 specie de plante.